# Fabio Biliotti
Fabio Biliotti (Arezzo, 4 de abril de 1957) es un expiloto de motociclismo italiano, que compitió en el Campeonato del Mundo de Motociclismo desde 1980 hasta 1989.

## Biografía
Biliotti debuta en el Mundo en 1980, inscribiéndose con una wild card en el GP de las Naciones en la categoría de 500, pero no se pudo clasificar. El debut efectivo llega en 1981, cuando se retira de la GP de las Naciones y concluyó 17.º en el GP de San Marino.
En 1982 gana el Campeonato Europeo de Motociclismo de 500cc con una Suzuki del equipo Italia, obteniendo 41 puntos y una victoria. Después de la conquista del título continental, fue galardonado por el CONI con la Medalla de plata del valor atlético.
En ese 1982 inicia su participación continuada en la categoría 500 del Mundial, participación que sería continuada hasta 1988, aunque sus resultados no fueron especialmente relevantes. Su mejor resultados fue un octavo puesto en el GP de las Naciones de 1986. En estos años, Biliotti también corre el Campeonato Italiano de Velocidad, que vence en 1986 en la categoría de 500.
En 1989, pasa al Campeonato del Mundo de Superbikes, a bordo de una YB4EI, también toma parte solo la primera prueba del campeonato (recogiendo 17 puntos) en cuanto vuelve a correr con una Honda RS del equipo Katayama. Corre su última carrera en 1990, cuando se inscribe con una wild card en el GP de Monza con una Kawasaki ZXR750.

## Resultados en el Campeonato del Mundo
Sistema de puntuación de 1993 hasta 2022:
| Posición | 1.º | 2.º | 3.º | 4.º | 5.º | 6.º | 7.º | 8.º | 9.º | 10.º | 11.º | 12.º | 13.º | 14.º | 15.º |
| Puntos   | 25  | 20  | 16  | 13  | 11  | 10  | 9   | 8   | 7   | 6    | 5    | 4    | 3    | 2    | 1    |

### Carreras por año
(Clave) (negrita indica pole position) (cursiva indica vuelta rápida)

| Año  | Clase | Equipo        | Moto    | 1       | 2       | 3       | 4       | 5      | 6       | 7       | 8       | 9       | 10      | 11      | 12      | 13     | 14    | Pts. | Pos. |
| ---- | ----- | ------------- | ------- | ------- | ------- | ------- | ------- | ------ | ------- | ------- | ------- | ------- | ------- | ------- | ------- | ------ | ----- | ---- | ---- |
| 1980 | 500cc | Suzuki        | NAT DNQ | ESP -   | FRA -   | YUG -   | NED -   | BEL -  | FIN -   | GBR -   | CZE -   | GER -   |         |         |         |        |       | 0    | -    |
| 1981 | 500cc | Suzuki        |         | AUT -   | GER -   | NAT Ret | FRA -   |        | YUG -   | NED -   | BEL -   | SMR 17  | GBR -   | FIN -   | SWE -   |        |       | 0    | -    |
| 1982 | 500cc | Yamaha        | ARG -   | AUT -   | FRA -   | ESP -   | NAT 14  | NED -  | BEL 20  | YUG 20  | GBR 27  | SWE -   |         |         | SMR Ret |        |       | 0    | -    |
| 1983 | 500cc | Suzuki        | RSA 14  | FRA -   | NAT -   | GER 22  | SPA 16  | AUT 19 | YUG 18  | NED 17  | BEL DNQ | GBR DNQ | SWE 17  |         | SMR 21  |        |       | 0    | -    |
| 1984 | 500cc | Honda         | RSA -   | NAT DNQ | SPA 9   | AUT 12  | GER 14  | FRA 12 | YUG Ret | NED Ret | BEL 18  | GBR 18  | SWE Ret | RSM 12  |         |        |       | 2    | 23.º |
| 1985 | 500cc | Honda         | RSA 16  | SPA 10  | GER 25  | NAT 12  | AUT Ret | YUG 12 | NED 12  | BEL Ret | FRA 9   | GBR 19  | SWE 22  | RSM 9   |         |        |       | 5    | 16.º |
| 1986 | 500cc | Honda         | SPA 9   | NAT 8   | GER 14  | AUT 11  | YUG Ret | NED -  | BEL Ret | FRA 13  | GBR Ret | SWE Ret | RSM Ret |         |         |        |       | 5    | 14.º |
| 1987 | 500cc | Honda         | JPN -   | SPA Ret | GER 14  | NAT 20  | AUT 13  | YUG 12 | NED DNS | FRA -   | GBR 15  | SWE 12  | CZE Ret | RSM Ret | POR Ret | BRA -  | ARG - | 0    | -    |
| 1988 | 500cc | Paton y Honda | JPN -   | USA -   | ESP Ret | EXP -   | NAT Ret | GER -  | AUT 13  | NED 16  | BEL 16  | YUG 17  | FRA 19  | GBR 15  | SWE Ret | CZE 16 | BRA - | 4    | 32.º |
| 1989 | 250cc | Aprilia       | JPN -   | AUS -   | USA -   | SPA -   | NAT -   | GER -  | AUT -   | YUG -   | NED -   | BEL -   | FRA 15  | GBR 13  | SWE 13  | CZE 19 | BRA - | 6    | 33.º |